# 高齢・障害・求職者雇用支援機構
独立行政法人高齢・障害・求職者雇用支援機構（こうれい・しょうがい・きゅうしょくしゃこようしえんきこう、英語: Japan Organization for Employment of the Elderly, Persons with Disabilities and Job Seekers、略: JEED）は、高年齢者や障害者の雇用を支援する業務、ならびに求職者その他労働者の職業能力の開発及び向上のための業務等を行う、厚生労働省所管（職業安定局）の独立行政法人である。
高年齢者等を雇用する事業主等に対する給付金の支給、障害者の職業生活における自立を促進するための施設の設置及び運営その他高年齢者等及び障害者の雇用を支援するための業務並びに求職者その他の労働者の職業能力の開発及び向上を促進するための施設の設置及び運営の業務等を行うことにより、高年齢者等及び障害者並びに求職者その他の労働者の職業の安定その他福祉の増進を図るとともに、経済及び社会の発展に寄与することを目的とする（独立行政法人高齢・障害・求職者雇用支援機構法第3条）。

## 主な業務
- 障害者事業
  - 全国障害者技能競技大会（愛称：アビリンピック）の主催
  - 中央障害者職業能力開発校および吉備高原障害者職業能力開発校における職業訓練
  - 障害者職業センターの設置・運営
  - 障害者雇用給付金関係の業務
- 高齢者事業
  - 高齢者等の雇用に関する相談・援助・給付金支給
  - 高齢期の職業生活設計に必要な助言・指導
- 職業能力開発事業
  - 職業能力開発短期大学校、職業能力開発大学校、職業能力開発促進センター、職業能力開発総合大学校等の設置及び運営
  - 求職者支援訓練の認定及び訓練の実施に必要な助言・指導
  - 雇用促進住宅を譲渡又は廃止する業務及び譲渡等するまでの間の管理運営業務

## 運営施設
- 障害者職業総合センター
- 広域障害者職業センター
  - 国立職業リハビリテーションセンター
  - 国立吉備高原職業リハビリテーションセンター
- 都道府県支部
  - 地域障害者職業センター
  - 職業能力開発短期大学校
  - 職業能力開発大学校
  - 職業能力開発促進センター
- 職業能力開発総合大学校

### 過去に設置・運営していた施設
- せき髄損傷者職業センター
- 駐在事務所（仙台、東京、名古屋、大阪、福岡の5箇所）
- 竹芝事務所：東京都港区海岸1丁目11番1号　ニューピア竹芝ノースタワー
- 横浜事務所：神奈川県横浜市中区桜木町一丁目1番地8日石横浜ビル

## 沿革
- 1961年（昭和36年）07月01日 - 雇用促進事業団が設立される。
- 1971年（昭和46年）05月26日 - 社団法人障害者雇用促進協会が発足する。
- 1974年（昭和49年）05月30日 - 社団法人全国心身障害者雇用促進協会に改組される。
- 1977年（昭和52年）03月01日 - 社団法人全国心身障害者雇用促進協会が解散し、労働大臣の認可法人として身体障害者雇用促進協会が発足する。
- 1978年（昭和53年）09月01日 - 財団法人高年齢者雇用開発協会が設立される。
- 1979年（昭和54年）07月01日 - 日本国政府が国立職業リハビリテーションセンターを設置・運営する。
- 1985年（昭和60年）04月01日 - 雇用促進事業団から給付金関係業務が全面移管される。
- 1986年（昭和61年）10月01日 - 財団法人高年齢者雇用開発協会が中央高年齢者雇用安定センターの指定を受ける。
- 1987年（昭和62年）05月21日 - 国が国立吉備高原職業リハビリテーションセンターを設置・運営する。
- 1988年（昭和63年）04月01日 - 日本障害者雇用促進協会（労働省所管の認可法人）に改名する。同時に国から国立職業リハビリテーションセンターと国立吉備高原職業リハビリテーションセンターの運営が委託される。雇用促進事業団から心身障害者職業センター（障害者職業センターに改名）、労働福祉事業団からせき髄損傷者職業センターが移管され、障害者の職業リハビリテーション業務（職業紹介を除く）が一元化される。
- 1991年（平成03年）11月18日 - 障害者職業総合センターを開所する。
- 1999年（平成11年）10月01日 - 雇用促進事業団が廃止され、雇用・能力開発機構が設立される。
- 2000年（平成12年）05月12日 - 中央高年齢者雇用安定センターが中央高年齢者等雇用安定センターに改称する。
- 2003年（平成15年）10月01日 - 日本障害者雇用促進協会の業務と、国及び財団法人高年齢者雇用開発協会の業務の一部（中央高年齢者等雇用安定センターの権利および義務）を加えて、「独立行政法人高齢・障害者雇用支援機構法」に基づき、独立行政法人高齢・障害者雇用支援機構として発足する。
- 2004年（平成16年）03月01日 - 雇用・能力開発機構が廃止され、独立行政法人雇用・能力開発機構が設立される。
- 2007年（平成19年）12月24日 - 閣議決定「独立行政法人整理合理化計画」[1]において、せき髄損傷者職業センターと駐在事務所の廃止が決定される。
- 2008年（平成20年）12月24日 - 閣議決定「雇用・能力開発機構の廃止について」[2]において、独立行政法人雇用・能力開発機構の職業能力開発業務を独立行政法人高齢・障害者雇用支援機構に移管することが決定される。
- 2009年（平成21年）03月31日 - せき髄損傷者職業センターが廃止される。
- 2010年（平成22年）03月31日 - 駐在事務所が廃止される。
- 2011年（平成23年）10月01日 - 「独立行政法人雇用・能力開発機構法を廃止する法律」（平成23年4月27日法律第26号）[3]の施行により、同日に廃止された独立行政法人雇用・能力開発機構から職業能力開発等の業務の移管に伴い、独立行政法人高齢・障害・求職者雇用支援機構に名称変更される。

## 不祥事
検査日漏洩
- 2013年9月、委託職員が職業訓練の委託先NPO法人に抜打検査日を事前に漏洩。見返りに金銭を受け取っていたことが発覚した[4]。

官製談合
- 2014年2月、厚労省からの委託事業「短期集中特別訓練事業」について、2013年12月より当機構に落札させるよう、厚労省と機構担当者間で断続的に談合が持たれ、一端公示した入札要件の「全省庁統一資格」を機構からの連絡を受けて外すなど、密着振りが明らかになり、厚生労働省の担当課長が更迭されるなどの事態となった[5]。